# Cahuillaca
Cahuillaca (también como escrito Cavillaca) es una diosa doncella dentro de la mitología incaica. Ella es nombrada dentro del Manuscrito de Huarochirí.

## Características
En algunos textos del Manuscrito de Huarochirí, a esta diosa se le suele confundir erróneamente con la diosa Urpayhuáchac y Lluncuhuachac.
Del mismo modo, Cahuillaca es asociada a otra huaca llamada Añasi o Añapaya. Dentro de los textos, se menciona que algunas personas creían que Cahuillaca y Añasi eran la misma divinidad; mientras que otros no lo veían de tal modo.

## Historia
Su historia está plasmada dentro del manuscrito de Huarochirí. En él, se narra lo siguiente:
Dicen que, en tiempos muy antiguos, el dios Cuniraya Huiracocha, convertido en hombre de aspecto pobre, andaba paseando con su capa y su cusma hechas harapos. Sin reconocerlo, algunos hombres lo trataban de mendigo andrajoso. Sin embargo, este hombre daba vida a todas las comunidades. Con su sola palabra, preparaba el terreno para las chacras y consolidaba los andenes. Con nada más que arrojar una flor de cañaveral llamado pupuna (objeto comparado a una lanza) abría un acueducto desde su fuente.
De esta manera, Cuniraya iba realizando toda clase de hazañas y hacía palidecer a los demás dioses y/o huacas locales con su sabiduría.
Había una vez una mujer llamada Cahuillaca que también era huaca. La dicha Cahuillaca era todavía una doncella y era dueña de cautivante belleza. Como ella era muy hermosa, todos los huacas y huillcas la anhelaban fervientemente; sin embargo, esta diosa siempre los rechazaba.
Sucedió que esta mujer, que nunca se había dejado tocar por un hombre, estaba tejiendo debajo de un lúcumo. El astuto Cuniraya, quien se encontraba cerca, se convirtió en pájaro y voló hacia la copa del árbol. Como había allí una lúcuma madura, depositó su simiente en ella y la hizo caer cerca de la mujer. Al ver la apetecible fruta, la diosa Cahuillaca, contenta y libre de sospechas, se la comió. Así quedó encinta sin que ningún hombre hubiera llegado hasta ella.
Nueve meses más tarde, como suelen hacer las mujeres, Cahuillaca también dio a luz, aunque fuese todavía doncella.
Durante un año más o menos, crio sola a su hijo, amamantándolo. La curiosidad siempre estaba presente en la diosa, pues se preguntaba de quién podía ser hijo.
Al cumplirse el año, que fue el momento en el que su niño ya andaba a gatas, Cahuillaca hizo llamar a todos los huacas y los huillcas con la finalidad de saber quién era el padre. Cuando oyeron el mensaje, todos los huacas se regocijaron mucho y acudieron vestidos con su ropa más selecta, cada uno convencido de ser el que Cahuillaca iba a amar. Esta reunión tuvo lugar en Anchicocha.
Cuando llegaron al lugar donde residía esa mujer, todas los huacas y los huillcas se sentaron; entonces ella les habló: “¡Miradlo! varones, señores, ¡reconoced a este niño! ¿Quién de vosotros es el padre?”. Y a cada uno le preguntó si había sido él.
Ninguna de las huacas presentes afirmó ser el padre de su hijo.
Cuniraya Huiracocha, como suelen hacer los muy pobres, se había sentado a un lado; despreciándolo, Cahuillaca no se dignó en preguntarle a él, pues le parecía imposible que su hijo hubiera podido ser engendrado por aquel hombre pobre, habiendo tantos varones agraciados presentes.
Como nadie admitía que el niño era su hijo, le dijo a este que fuera él mismo a reconocer a su padre; antes, les explicó a los huacas que, si el padre estaba presente, su hijo se le subiría encima.
El niño anduvo a gatas de un lado a otro (de la asamblea), pero no se subió encima de ninguno de los presentes. Así fue hasta llegar al lugar donde estaba sentado su padre. Enseguida, muy alegre, se trepó por sus piernas.
Cuando su madre lo vio, muy encolerizada, gritó: “¡Ay de mí! ¿Cómo habría podido yo dar a luz el hijo de un hombre tan miserable?” y, con estas palabras, cargando a su hijito, se dirigió hacia el mar.
Entonces Cuniraya Huiracocha dijo: “¡Ahora sí me va a amar!” y se vistió con un traje de oro y empezó a seguirla; al verlo, todos los huacas locales se asustaron mucho.
Cuniraya la llamaba diciéndole: “Hermana Cahuillaca ¡mira aquí! Ahora soy muy hermoso” y se enderezó iluminando la Tierra.
Sin embargo, la diosa Cahuillaca no volvió el rostro hacia él; se dirigió hacia el mar con la intención de desaparecer para siempre por haber dado a luz el hijo de un hombre tan despreciable y mugriento; llegó al sitio donde, en efecto, todavía se encuentran dos piedras que asemejaban la forma de seres humanos, en Pachacámac mar adentro.
Al momento mismo en que llegó allí, se transformó en piedra.
Como creía que Cahuillaca iba a verlo, que iba a mirarlo, Cuniraya Huiracocha la seguía a distancia gritándole y llamándola insistentemente.
En este punto, Cuniraya se encuentra con diversos animales, los cuales según la respuesta que le den, el dios los recompensaba o los maldecía.
Él les preguntó a todos ellos sobre el paradero de Cahuillaca.
Los animales que le indicaron el trayecto de la anhelada diosa y le alentaron fueron recompensados por Cuniraya. Entre ellos, están: el cóndor, el puma y el halcón.
Los animales que le respondieron negativamente y le desalentaron fueron maldecidos por Cuniraya. Entre ellos, están: el zorrillo, el zorro y el loro.
De esta forma, el dios llegó hasta la orilla del mar; desde allí, Cuniraya nadó hacia las islas Pachacámac. Cuando arribó a dicha isla, Cuniraya llegó a una parte donde se encontraban las hijas de Pachacámac; las cuales eran custodiadas por un Amaru.
Cuniraya quiso vengarse de Pachacámac; pues él pensaba que Pachacámac era el responsable de apartarlo de su amada Cahuillaca.
Poco antes, la diosa Urpayhuáchac había entrado en el mar para visitar a Cahuillaca.
Aprovechando la ausencia de la madre, Cuniraya violó a la hija mayor. Cuando quiso hacer lo mismo con la menor, esta se transformó en una paloma y alzó el vuelo. Es por esta razón que a la diosa la llamaron Urpayhuáchac (la que pare palomas).
En aquella época, los peces aun no existían en el mar. Solamente la diosa Urpayhuáchac los criaba en un pequeño estanque dentro de su hogar.
Al enterarse de que Urpayhuáchac había ido a visitar a Cahuillaca, Cuniraya, furioso, arrojó todos los peces al mar. De esta manera, los peces comenzaron a multiplicarse de a miles. Es por esta razón que el mar está lleno de peces.
Cuando sus hijas le contaron como Cuniraya las había violado, Urpayhuáchac, furiosa, lo persiguió.
Al ver que no podía alcanzar a Cuniraya, la diosa quiso engañarlo y aplastarlo con una enorme roca que ella misma hizo crecer. Sin embargo, el astuto Cuniraya salió ileso del engaño y logró escapar.

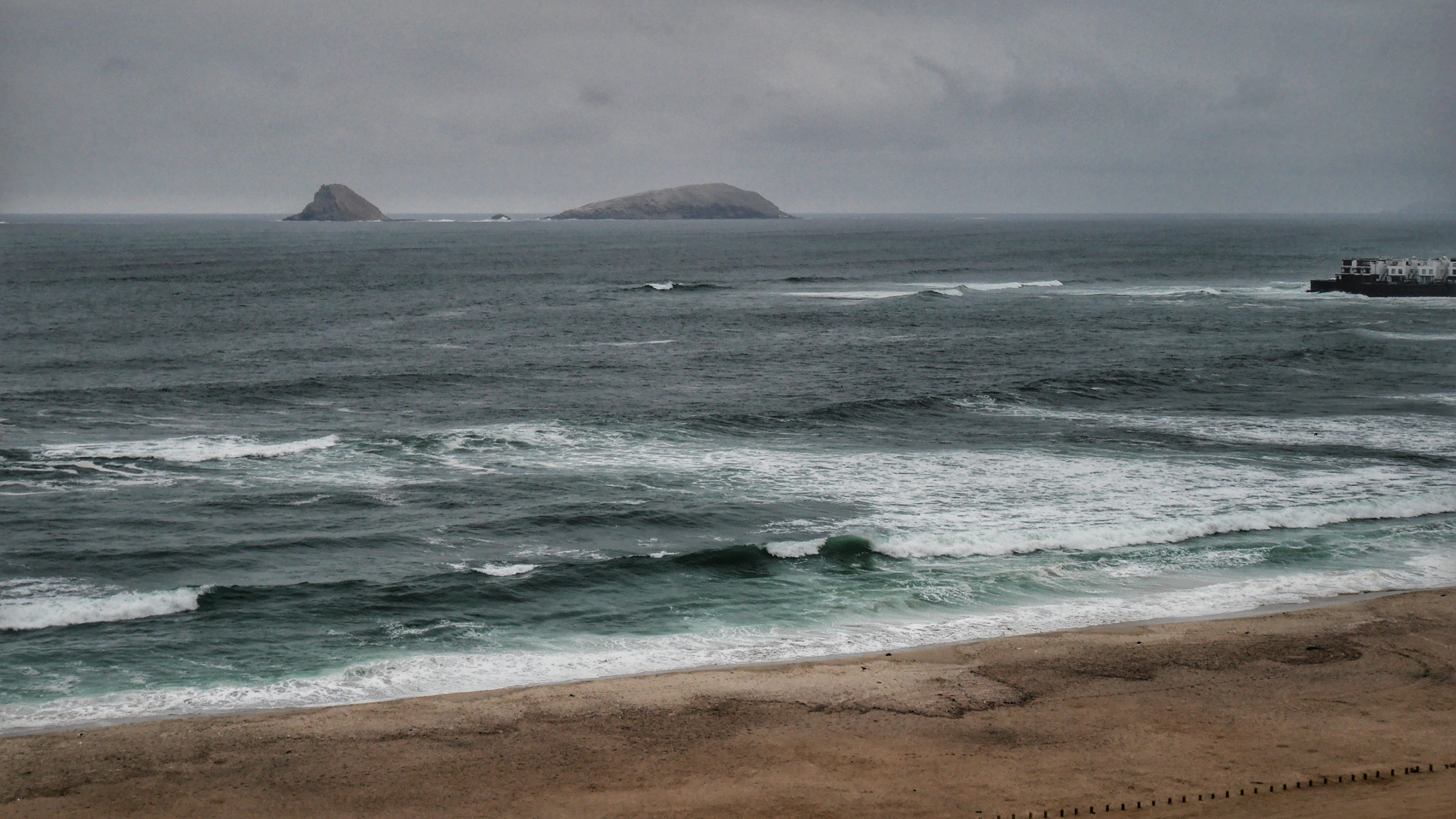
La diosa Cahuillaca, al lanzarse al mar junto a su hijo, se convirtieron en las Islas Pachacámac.